# 小行星6843
小行星6843（英語：6843 Heremon）是一颗围绕太阳公转的小行星。1975年10月9日，J.-D. Mulholland在杰夫·戴维斯县发现了此天体。
这颗小行星的绝对星等为136.72118等。